# Edward Alfred Cowper
Edward Alfred Cowper (10 de diciembre de 1819 - 9 de mayo de 1893) fue un ingeniero mecánico e inventor británico, conocido por idear el sistema de precalentamiento del aire con el que se alimentan los altos hornos que lleva su nombre. También presidió la Institución de Ingenieros Mecánicos del Reino Unido.

## Semblanza

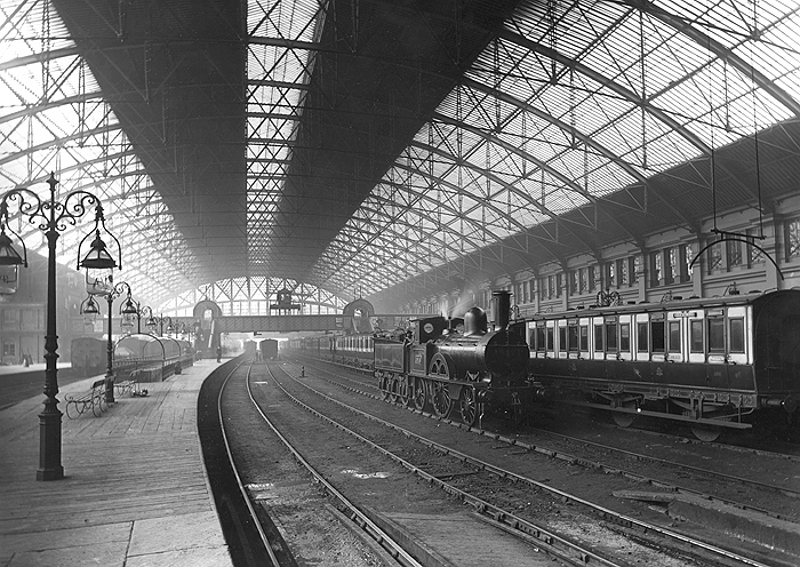
Cubierta de la Estación de New Street en Birmingham

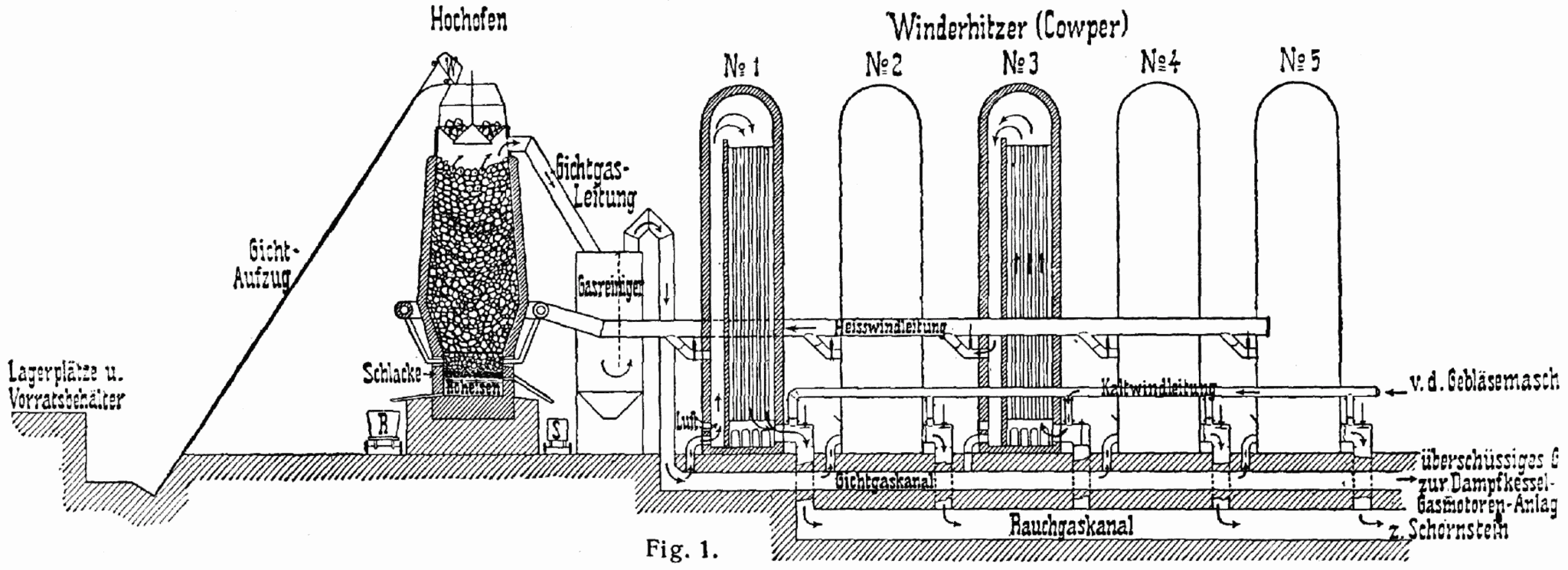
Cinco calentadores Cowper dispuestos en serie

Cowper nació el 10 de diciembre de 1819 en Londres. Era hijo del profesor Edward Shickle Cowper (1790–1852), jefe del departamento de ingeniería en el King's College de Londres, y de Ann Applegath. El anciano Cowper y su cuñado Augustus Applegath habían ayudado a desarrollar la imprenta vertical en la década de 1820.
En 1833, fue aprendiz en Londres de John Braithwaite, un ingeniero ferroviario.
Alrededor de 1841, inventó la señal detonadora ferroviaria, probada por primera vez en el Ferrocarril de Croydon y que se usa ampliamente hasta el día de hoy como medida de seguridad de emergencia. El mismo año, se unió a Fox, Henderson and Co, ingenieros estructurales y ferroviarios de Smethwick, donde ideó un método para fundir placas de asiento para el ferrocarril. Supervisó los planos del contrato de la empresa para el edificio de exposiciones de 1851, The Crystal Palace.
También diseñó el techo de vidrio y hierro forjado de la Estación de New Street en Birmingham, que por entonces era la cubierta de un solo vano más grande del mundo con 211 pies (64,31 m) de ancho. Originalmente se pretendía que constara de tres tramos, sostenidos por columnas, pero pronto se dio cuenta de que las columnas de soporte restringirían severamente el funcionamiento del ferrocarril. Por lo tanto, se adoptó el diseño de un solo vano de Cowper, a pesar de que era unos 62 pies (19 metros) más ancho que la mayor cubierta construida hasta aquel momento. George Gilbert Scott elogió la bóveda de Cowper en New Street, afirmando: "Una cubierta de hierro en su estado más normal es una estructura demasiado parecida a una tela de araña para ser hermosa, pero con muy poca atención, este defecto se obvia. El ejemplo más maravilloso, probablemente, es que en la gran estación de Birmingham..."
A finales de 1851, Cowper renunció a su puesto en Fox and Henderson y comenzó a ejercer por cuenta propia en Londres como ingeniero consultor. En 1857, inventó la estufa regenerativa de chorro caliente conocida como intercambiador de calor regenerativo, que mejoró enormemente la economía del proceso de chorro caliente en la fabricación de acero. En 1868, inventó una rueda de radios de alambre con neumático de goma, que es la misma que la moderna rueda de bicicleta. Sin embargo, nunca patentó su diseño.
En 1879, Cowper inventó el telégrafo de escritura; un dispositivo que permitía la transmisión de mensajes escritos a mano por telégrafo. La posición exacta del lápiz del operador en la estación de envío se comunicaba a la pluma de escritura en la estación de recepción a través de dos cables, uno que indicaba la posición vertical y el otro la horizontal del lápiz.
Cowper también participó en la fundación de la Institución de Ingenieros Mecánicos. Fue miembro fundador de la Institución en 1847 y al año siguiente fue elegido miembro del consejo. En 1880-81 ocupó el cargo de presidente.
Se casó con Juliana Hanson en 1847 en Kensington, Londres y tuvieron seis hijos, siendo el menor el actor y cantante Vernon Cowper (1871-1922). Murió en su casa de una neumonía a la edad de 73 años.

## Reconocimientos
- Cowper recibió la Medalla Elliott Cresson del Instituto Franklyn en 1889.